# Queen's Park FC
Queen's Park FC är en skotsk fotbollsklubb från Glasgow. Klubben spelar i skotska andra liga ("Scottish Championship") och spelar sina hemmamatcher på Ochiview Park, Stenhousemuir. Queen's Park är den äldsta fotbollsklubben i Skottland, bildad 1867.

## Historia
Queen's Park grundades den 9 juli 1867. Klubben var pionjärer i att utveckla fotboll till ett spel med passningar och lagtaktik. Man var även med att grunda det skotska fotbollförbundet och att arrangera den första fotbollslandskampen någonsin. I mötet mot England den 30 november 1872 var det Queen's Park som representerade Skottlands landslag i en match som slutade 0–0. 
1873 invigdes hemmaarenan Hampden Park. Samma år vann Queen's Park den nyinstiftade skotska cupen för första gången. Man deltog även flera gånger i engelska FA-cupen där man gick till final två gånger, 1884 och 1885. När skotska ligan bildades 1890 var Queen's Park erbjudna att deltaga, men man tackade nej med anledning av sina amatör-ideal. Bristen på regelbundna matcher gjorde att klubben ändå ansåg att det var nödvändigt att ansluta sig till ligan år 1900. Samma år vann man skotska cupen för andra gången. 
I ligaspelet lyckades dock klubben aldrig hävda sig särskilt väl. Deras bästa säsong var 1917/1918 med en sjunde plats av arton lag. Som amatörlag hade de svårt att konkurrera med de professionella klubbarna och efter säsongen 1921/1922 flyttades de för första gången ned till ligans andradivision. Klubben flyttades upp och ned mellan första och andra divisionen ett antal gånger. Senaste gången klubben spelade i högsta divisionen var säsongen 1957/1958.